# 珈琲文明
珈琲文明（コーヒーぶんめい）は、神奈川県横浜市の六角橋商店街にある喫茶店。コーヒーサイフォンで丁寧に入れるコーヒー、サイドメニューの自家製の菓子、オリジナルのカレーパンが特徴である。文明開化をイメージした懐古的な内装、脱サラして店を開業した店長の独特の経歴、横浜で最も辛いともいわれる激辛のカレーパンも話題となっている。

## 沿革
店長の赤澤智は、中学生時代から自分で豆を挽いてコーヒーを飲んで楽しんでいた。大学を卒業後、学習塾で教室長として勤務していた。その傍らで、音楽家としても活動していた。
長く続けられる職業を考え、長年のコーヒー愛が高じたこともあり、好きな音楽と喫茶店開業を両立させることに決めた。軽井沢の名門焙煎屋である丸山珈琲での修行を経て、2007年（平成19年）7月7日、この店の開店に至った。開店には1年を費やした。前職は、学習塾の雇われ教室長とエリアマネージャーを兼任しており、雇われる側と雇う側、双方で感じるストレスも体験していたことから、そのストレスから開放されたいとの考えでワンオペレーションを貫き、店を1人で切り盛りしている。
赤澤は生まれも育ちも横浜には無関係だが、横浜に憧れ、「病院や学校が多い街は健全」「大学であれば生徒が客になってくれるかもしれない」との考えから、生徒数の多い街を選んだ末に、神奈川大学のある駅として、白楽駅に辿り着いた。六角橋商店街を訪れて「店を出すならここしかない」と考え、「仲見世通りのイメージがあまりにも良くて、もう即決でした」という。店の内装は事細かく希望を通してもらい、理想の住処となった。店の名は横浜にちなみ「文明開化」に由来している。

## メニュー

### コーヒー

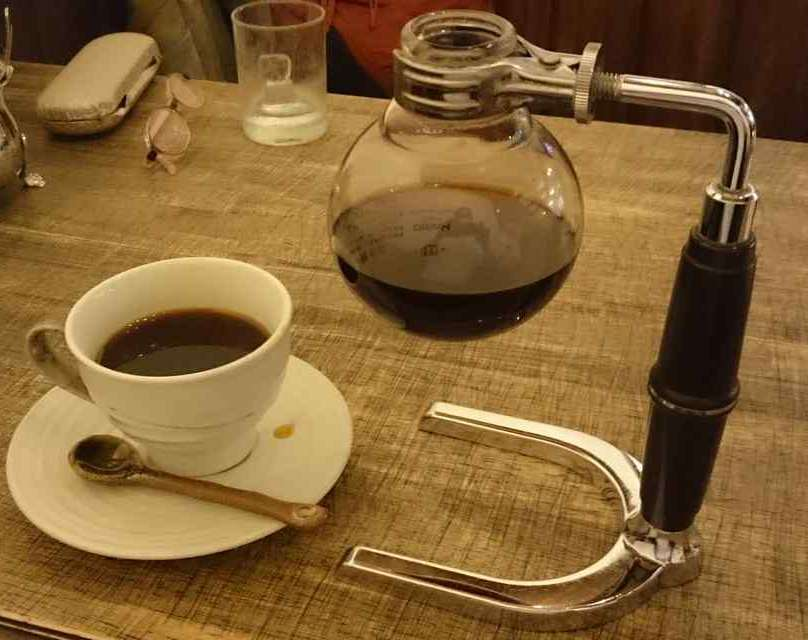
フラスコのまま客席に提供されるコーヒー

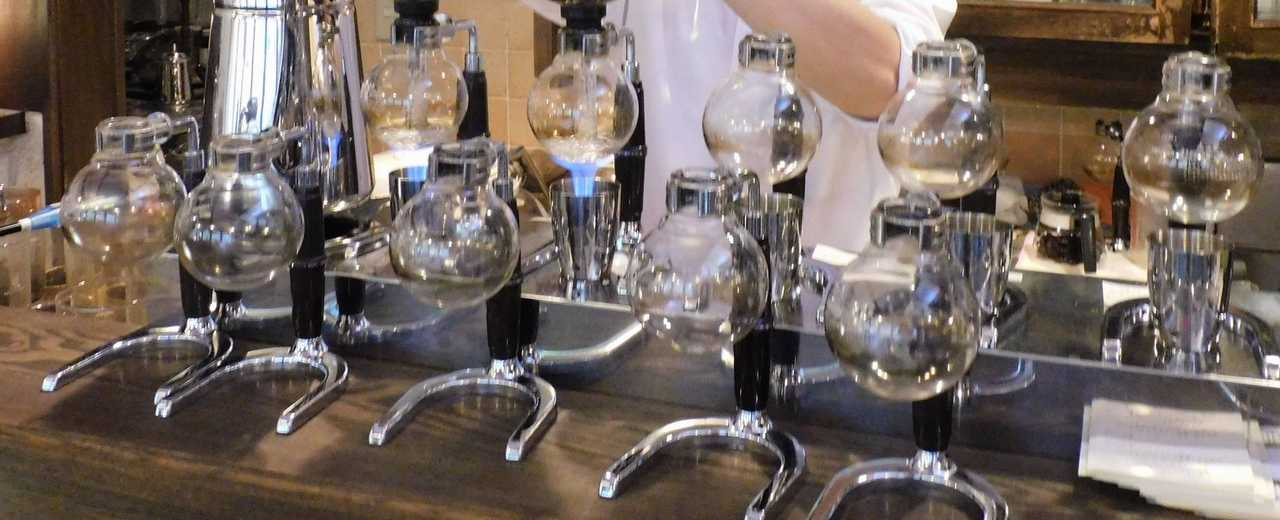
カウンターに多数並ぶコーヒーサイフォン

コーヒー専門店である。客の注文を受けてから、コーヒーサイフォンで1杯ずつ丁寧に入れることが特徴で、コーヒーはフラスコのまま客に提供される。サイフォンにより、味のばらつきが少なく、コーヒー豆本来の特徴、豊かな香りを味わうことができる。多くの喫茶店ではハンドドリップが主流となっている中、敢えてサイフォンに拘る理由は、店長の赤澤智は「サイフォンはハンドドリップに比べて技術を必要とせず、誰でも美味しいコーヒーが作れるから」と説明している。またサイフォンの使用は、こうした味や香りに加えて、客自身がコーヒーを注ぐ楽しみや、見た目の演出効果の狙いもあり、赤澤は「やはりパフォーマンスが恰好いいので」と語っている。
豆は種類に拘るのではなく、折々の旬の豆を用いたブレンドが、この店のコーヒーの特徴でもある。通常一人当たり10gと言われる豆を、ここではその約1.5杯分、23gも使用している。通常より豆の量が多いことで、直接的に伝わる苦み、酸味、コクも特徴である。
丸山珈琲の上質なコーヒー豆は、この店でも開店以来、使用され続けており、最高のコーヒーの選出のために開催される「カップ・オブ・エクセレンス」を受賞した豆を、丸山のもとから仕入れている。世界各国から厳選したコーヒーにより、産地、農園、生産者が明確なもの、時節ごとの旬を仕入れるといった拘りから、多くのファンを集めている。この評判により週末には60人から70人の客が訪れ、休日には日本全国から客が来るほどの人気がある。開店当初から通い続ける客も多い。テレビドラマ『孤独のグルメ』でも取り上げられた。

### サイドメニュー

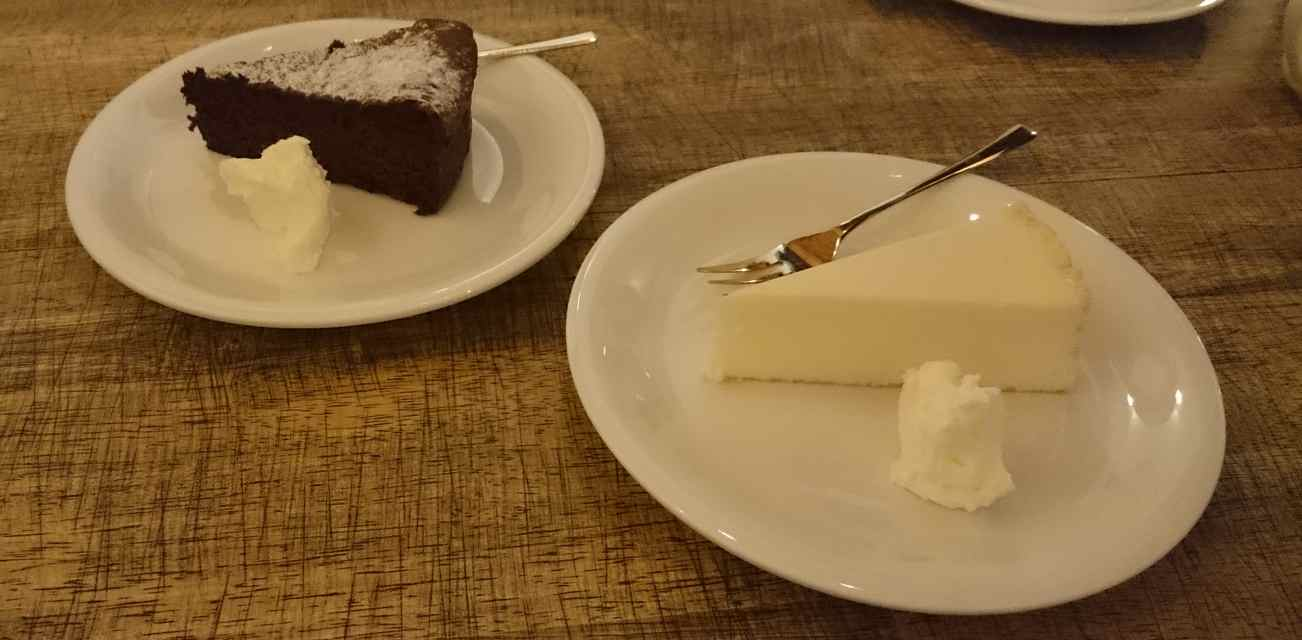
チョコレートケーキ（左）、チーズケーキ（右）

チョコレートケーキやチーズケーキなど、コーヒーに合せてシンプルに仕上げた自家製の菓子も揃えられている。リンゴのタルトやバナナケーキなどの季節限定メニュー、かりんとうや草もちなど和菓子も用意されている。チョコレートケーキはカカオ、かりんとうは黒糖、草もちはヨモギの香気と酸味といったように、コーヒー以外のメニューはすべて、コーヒーをどのように楽しむかを考慮して用意されている。
メニューの特徴の一つである「文明カレーパン」は、赤澤がシチューパンをヒントとして完成させたカレーパンである。揚げパンではなく、パンを容器に見立て、独自に配合したスパイスを効かせたカレーを豊富に満たしたものであり、まずカレーだけを食べ、パンをカレーに浸して食べる。カレーはコーヒーと相性がよく、またライスよりもパンがコーヒーと合う、という店長の発想によるもので、コーヒーとカレーパンのセットが人気を集めている。雑誌やメディアでの紹介も多い。

#### 地獄のカレーパン

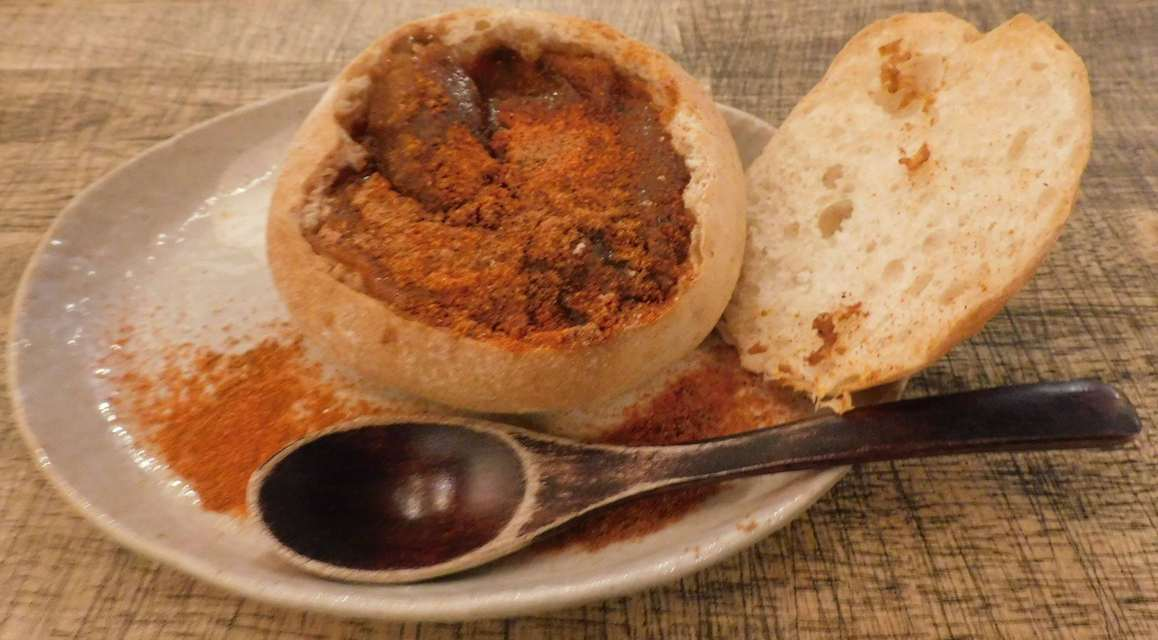
地獄のカレーパン

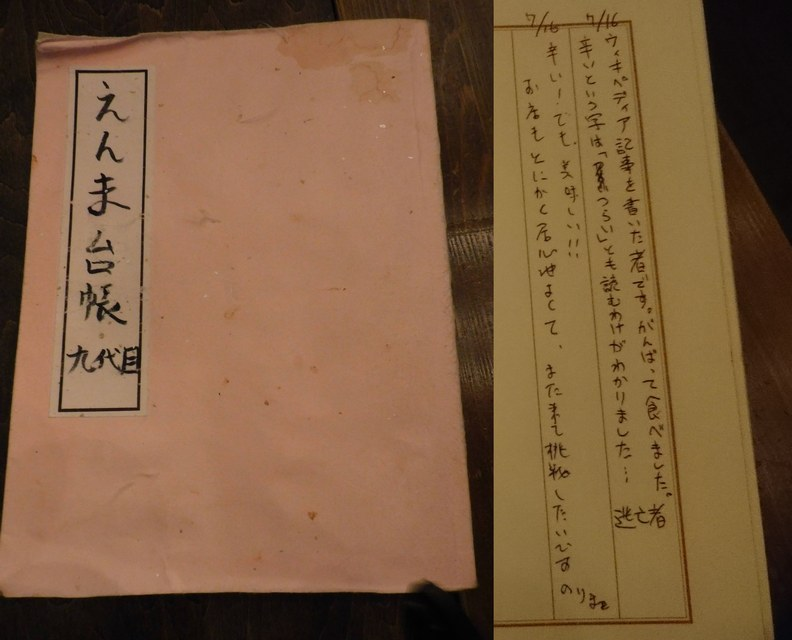
えんま台帳

店長の赤澤が悪戯心で作り上げた、激辛のカレーパン。パンの容器に、ハバネロやカイエンペッパーなど、約10種類の厳選スパイスを効かせたカレーを満たした上に、仕上げとして赤唐辛子のパウダーがふりかけられている。その辛さは「絶望的な辛さ」「泣くほどの辛さ」といわれる。メニューには「生半可な覚悟の方はご遠慮願います」と書かれているほどで、赤澤によれば「体に悪いくらい辛いので、あまりお勧めできません」「あまりにも辛いので、挑戦した人は『二度と食べない』と言って帰る」という。
食べた者からは、「とてつもない辛さが舌と喉を襲ってくる」「唇や喉が焼けるように熱い」「強烈な辛み（痛み）が口の中を突き刺す」「笑えないほどの激辛」「汗が止まらない」「食べた後も食道や胃の中がグツグツ煮えている感覚」などと、感想が寄せられている。
辛い物好きを称して挑戦しても降参する客、一口で断念する客も多い。「はまれぽ.com」での穂積ユタカらによる取材では、拳ほどの小さなカレーパンにもかかわらず、完食には3人を要した。テレビ番組では、『スクール革命!』（日本テレビ）で挑戦した春日俊彰（オードリー）が「舌が痺れる」とコメントした。『シューイチ』（同）では、中丸雄一（KAT-TUN） が罰ゲームとしてこのカレーパンを食べ、あまりの辛さに言葉が出なかった。
挑戦者は「えんま台帳」という帳面に名前を記入でき、2016年（平成28年）時点で台帳は6代目に達した。台帳には挑戦者により「痛い」「火がふきそう」などのコメントが残されている。エッセイ漫画家の山本ありは「口の中で辛さが錯乱」と語り、このえんま台帳に「人生で一番辛かった」と書き残した。

## 内装

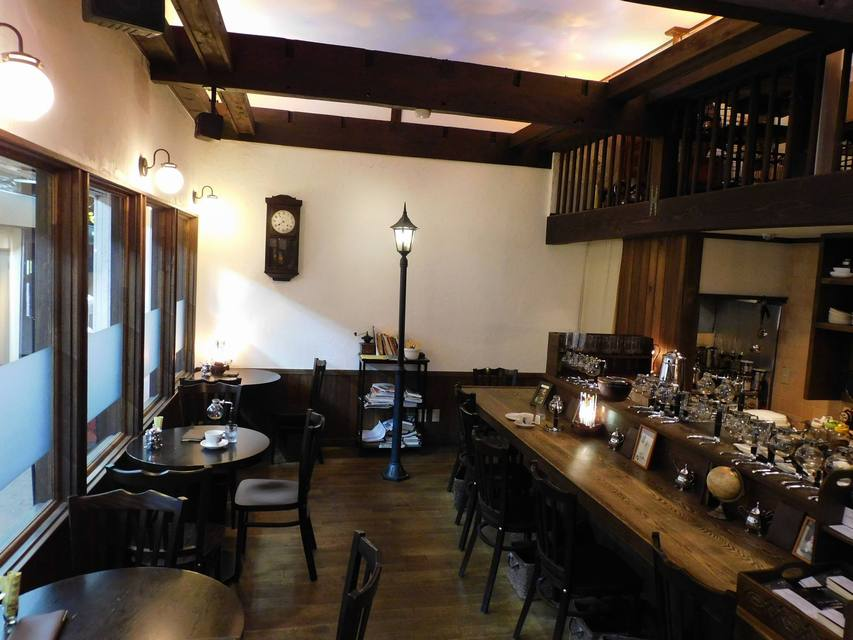
1階席の内装

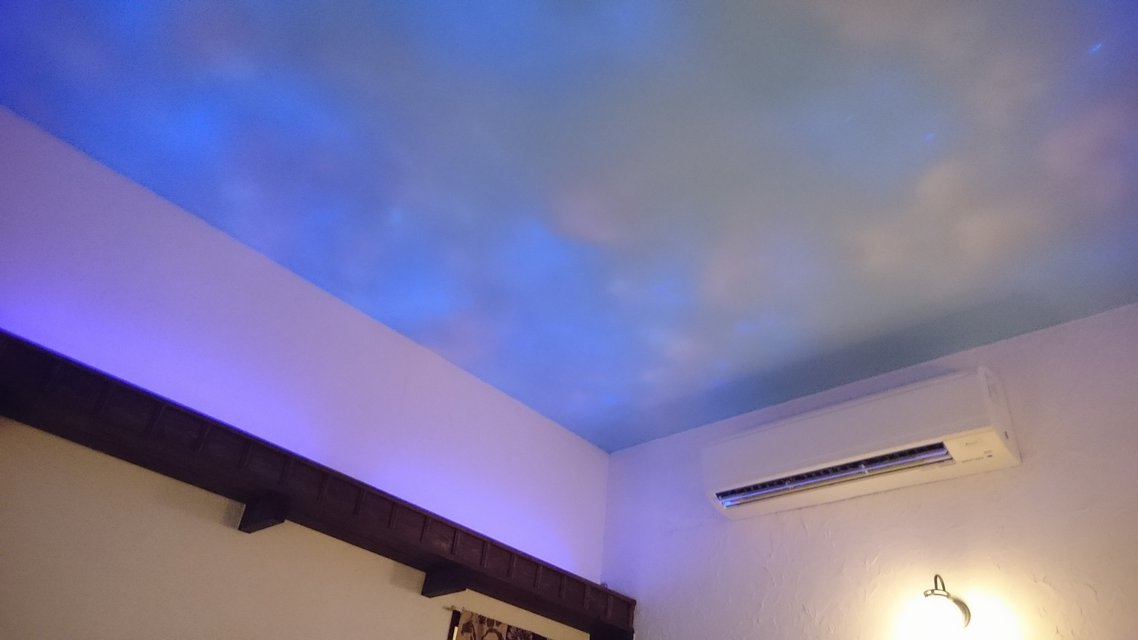
2階席より見上げた天井

店長の赤澤は映画『ALWAYS 三丁目の夕日』のような世界観を目指したと語っており、「初めて来ても懐かしさを感じるカフェ」をコンセプトとしている。約60年続いた老舗洋服店を改装した二階屋で、改装前の梁がそのまま利用され、階段の上に屋根裏風の2階席が設けられている。ロフトのような2階席は、多くの雑誌でも紹介されている。窓は広々と張られているが、アーケード筋のために外光に乏しく、それが却って隠れ家を思わせる効果をもたらしている。
店名が「文明開化」に由来する通り、店内も文明開化をイメージしている。「外の景色を店の中に持ち込みたい」との考えで、店内にはガス灯を模した照明が設置されている。この店の名物とされている天井は、空のように照明の光が変化し、朝焼けや夕焼け、星空へと26分周期で変化し、風景の変化を室内で楽しむことができる。
BGMもチェロの演奏に限定するなど、随所に拘りが見られる。店長の説によれば、チェロは精神を安定させる効果があるために、コーヒーに一番合うのだという。作家のロバート・ハリスは、1人での時間を楽しむ場所として、週に2回から3回はここを訪れると語っている。

## 飲食以外の活動
店長の赤澤は、「赤澤珈琲研究所」としてコーヒーの研究を続け、「世界一わかりやすい珈琲の本」という冊子も刊行している。この冊子には「ベートーヴェンは豆の数を毎日数えてミルで挽いて飲んでいた」など、コーヒーにまつわる蘊蓄がまとめられている。毎月「文明通信」というニュースレターも自作して、コーヒーの魅力など、様々な情報を発信している。
また、開業と同時に店の公式ウェブサイトを立ち上げ、開店までの経緯や、学習塾での勤務で培った経営スキルなどを、ブログで発信している。次第に開業相談も増えたことで、2019年（平成31年）1月に事業経営研究所「カフェラボ」を設立し、1人で喫茶店を開く人のための講座やオンライン指導を実施している。
こうした活動が祥伝社の編集者の目に留まったことで、2020年（令和2年）には、赤澤の初出版『人生に行き詰まった僕は、喫茶店で答えを見つけた』（祥伝社）が刊行された。赤澤の実体験をもとにしたビジネス小説であり、商店街をはじめとする地名や人物などが実名で登場している。主人公の1人も店の常連客で、人生を見つめ直していた時期に偶然来店した経緯があり、現在は東京の阿佐谷でカフェを開いている。赤澤自身も、その主人公の指南役として小説に登場している。
喫茶店の傍らで、ファンク系のバンドでボーカルをつとめ、自主製作のCDもリリースしている。月に1度「わるくない一人 弾き語りライブ」が開催され、赤澤がコーヒーを愛する店長として、コーヒーの歌を熱唱する。